# Petite-Île
Petite-Île é uma comuna francesa no departamento ultramarino de Reunião. Estende-se por uma área de 33.93 km², e possui 12.308 habitantes, segundo o censo de 2018, com uma densidade de 360 hab/km².